# Acher Cagh
Acher Cagh (také Akher Tsagh nebo Akher Chioh) je hora vysoká 7 017 m n. m. nacházející se v pohoří Hindúkuš v Pákistánu v provincii Chajbar Paštúnchwá. Vrchol leží jen několik kilometrů jižně od hranice Vachánského koridoru v Afghánistánu.

## Prvovýstup
První výstup na vrchol uskutečnili dne 10. srpna 1966 horolezci Hanns Schell a Rainer Göschl.